# Сесар Яніс
Сесар Яніс (ісп. César Yanis, нар. 28 січня 1996, Панама) — панамський футболіст, півзахисник костариканського клубу «Сан-Карлос» та національної збірної Панами.
Виступав також за клуби «Коста дель Есте» та «Реал Сарагоса».

## Клубна кар'єра
У дорослому футболі дебютував 2014 року виступами за команду «Сан-Франциско», в якій провів два сезони, взявши участь у 9 матчах чемпіонату. 
Протягом 2016—2017 років захищав кольори клубу «Чоррільйо».
Своєю грою за останню команду привернув увагу представників тренерського штабу клубу «Коста дель Есте», до складу якого приєднався 2017 року. Відіграв за команду з Панами наступні чотири сезони своєї ігрової кар'єри. Більшість часу, проведеного у складі «Коста дель Есте», був основним гравцем команди.
У 2021 році орендований клубом «Реал Сарагоса», у складі якого провів наступний рік своєї кар'єри гравця. 
Згодом з 2022 по 2023 рік грав у складі команд «Самора» та «Коста дель Есте».
До складу клубу «Сан-Карлос» приєднався 2023 року. Станом на 10 листопада 2024 року відіграв за костариканську команду 58 матчів в національному чемпіонаті.

## Виступи за збірну
У 2020 році дебютував в офіційних матчах у складі національної збірної Панами.
У складі збірної був учасником розіграшу Золотого кубка КОНКАКАФ 2021 року у США, розіграшу Золотого кубка КОНКАКАФ 2023 року у США і Канаді, де разом з командою здобув «срібло», розіграшу Кубка Америки 2024 року у США.